# Haïdra (delegación)
Haïdra es una delegación de la gobernación de Kasserine en Túnez. En abril de 2014 tenía una población censada de 9762 habitantes.
Se encuentra ubicada en el centro-oeste del país, cerca del Djebel Chambi —la montaña más alta del país, con 1544 m— y de la frontera con Argelia.